# 熱絶縁工事業
熱絶縁工事業（ねつぜつえんこうじぎょう）とは、工作物又は工作物の設備を熱絶縁する工事を業とする建設業。
工事の例示としては、冷暖房設備、冷凍冷蔵設備、動力設備又は燃料工業、化学工業等の設備の熱絶縁工事、ウレタン吹付け断熱工事などがある。